# John Edward Porter
John Edward Porter (Evanston, 1º giugno 1935 – 3 giugno 2022) è stato un politico statunitense, membro della Camera dei Rappresentanti per lo stato dell'Illinois dal 1980 al 2001.

## Biografia
Nato ad Evanston, Porter studiò alla Northwestern e dopo la laurea in legge intraprese la professione di avvocato. Per due anni lavorò presso il Dipartimento di Giustizia e successivamente entrò in politica con il Partito Repubblicano.
Dopo aver prestato servizio nella legislatura statale dell'Illinois, nel 1978 Porter si candidò alla Camera dei Rappresentanti ma venne sconfitto dal deputato democratico in carica Abner J. Mikva. Nel 1979 tuttavia Mikva si dimise dalla carica e vennero indette delle elezioni speciali per assegnare il suo seggio ad un nuovo deputato; Porter si candidò e riuscì a farsi eleggere.
Gli elettori lo riconfermarono per i successivi ventuno anni, finché Porter decise di ritirarsi nel 2001 per tornare a lavorare nel settore privato.